# سامورایی

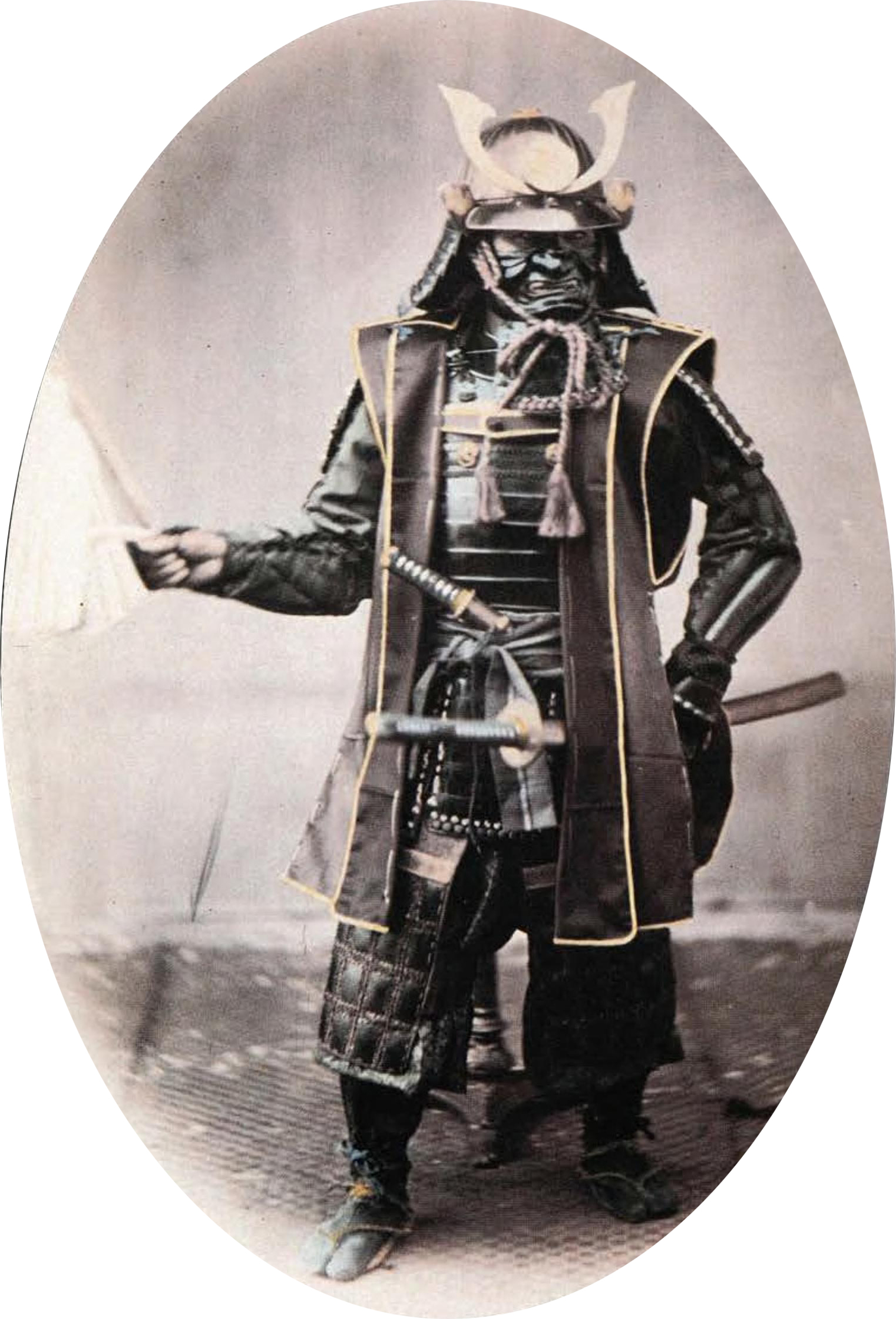
یک سامورایی در زره، دههٔ ۱۸۶۰. عکس رنگی-دستی به‌وسیلهٔٔ فلیچ بیتو.

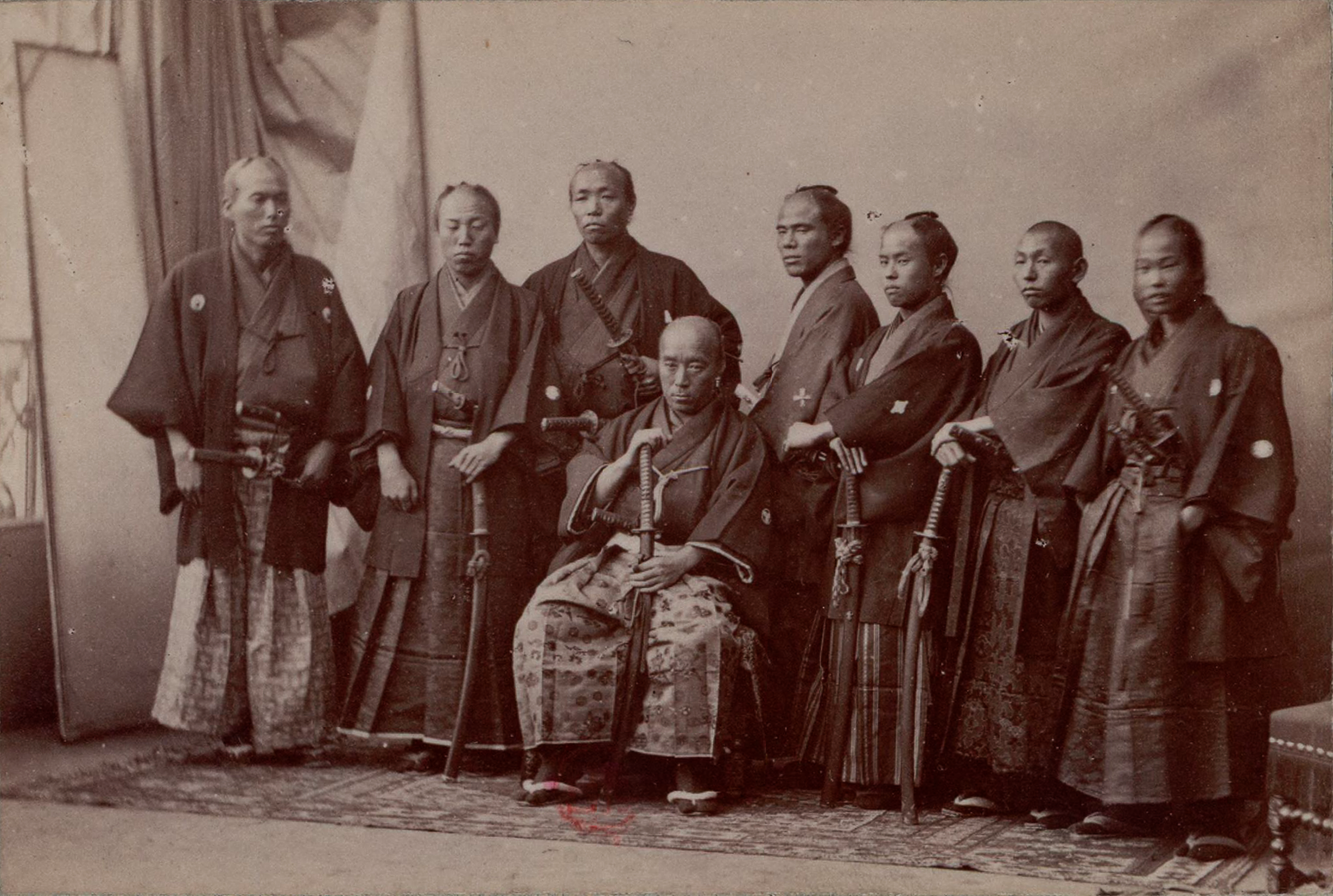
حلقهٔ سامورایی‌ها در دههٔ ۱۸۶۰

سامورایی یا سامورای (به ژاپنی: 侍) نجیب‌زادگان نظامی و افسر کاست در قرون وسطی و عصر جدید نخستین ژاپن بودند. در ژاپن، به آنان همیشه بوشی (به ژاپنی: 武士) یا بوکه (به ژاپنی: 武家) گفته می‌شود. در اواخر قرن دوازدهم، اصطلاح سامورایی به‌طور مترادف بوشی به کار می‌رفت و در ارتباط با جنگاوران رده‌های میانی و عالی استفاده می‌شد. البته که بوشی، به سامورایی سواره نظام کماندار گفته می‌شود. سامورایی‌ها همیشه به یک طایفه یا ارباب مشخص وابسته بودند. این افراد پیرو مجموعه ضوابطی بودند که بعدها بوشیدو نامیده شد. گرچه تعداد سامورایی‌ها کمتر از ۱۰٪ جمعیت ژاپن بود، اما آموزه‌های آنان را همچنان می‌توان هم در زندگی روزمرهٔ مردم ژاپن و هم در هنرهای رزمی ژاپنی امروز مشاهده کرد.

## ریشهٔ نام
ویلیام اسکات ویلسون، مترجم زبان ژاپنی معتقد است که: در زبان چینی، حرف 侍، در اصل فعلی است که معنای «ملازمت»، «ماندن» یا «یاری کردن» در سطوح عالی اجتماعی را می‌رساند، و ریشهٔ آن، اصطلاح ژاپنی سابورائو است. در هر دو کشور چین و ژاپن، این کلمات به «به ملازمان نجیب‌زادگان» اشاره دارد و تلفظ آن در زبان ژاپنی، به سامورایی تغییر شکل یافته‌است. بر اساس دیدگاه ویلسون، کلمهٔ سامورایی برای نخستین بار در اثر گزیده‌هایی از اشعار سلطنتی نخستین، اثر کوکین واکاشو (۹۰۵–۹۱۴) در اوایل سدهٔ دهم میلادی آورده شده‌است.

## تاریخچه
از اوایل قرن هشتم میلادی در ژاپن قانون خدمت نظامی توسط حکومت وقت وضع شد. به سربازان وظیفهٔ آموزش نظامی داده می‌شد و سپس کنترل امنیت مناطق برعهدهٔ این سربازان قرار می‌گرفت. از قرن دهم میلادی خاندان‌های کشاورزی که در مناطق مختلف ژاپن از نظر مالی قدرت داشتند، برای حفظ امنیت قلمروی خویش گروهی از سربازان ماهر به تیراندازی با کمان و اسب‌سواری را تشکیل دادند. این سربازان که در خدمت ارباب خود بودند، سامورایی خوانده می‌شدند.

### دوره ادو

طبقات اجتماعی جامعه ادو در ژاپن تحت شوگون‌سالاری توکوگاوا در دوره ادو

طبقه اشراف در دوره ادو، امپراتور، درباریان، شوگون و دایمیوها را در بر می‌گرفت. باقی ماندهٔ غیر اشرافی جامعه ژاپن از چهار طبقه سامورایی‌ها، دهقانان، پیشه‌وران و بازرگانان تشکیل می‌شد. سامورایی‌ها بالاتر از سه طبقه دیگر به‌شمار می‌آمدند و همراه خانواده‌هایشان حدود ۱۰ تا ۹ درصد جمعیت کشور را تشکیل می‌دادند و از امتیازات اجتماعی و مقرری موروثی بهره‌مند بودند. در دوره ادو فقط آنان حق بستن شمشیر داشتند و مقرری خود را بیشتر به صورت کالا، یعنی برنج دریافت می‌کردند. بر اثر توفیق نظام ژاپن شوگون‌سالاری در استقرار قانون و نظم و حفظ آن پس از سال‌ها جنگ داخلی، در کشور اثری از جنگ و نبرد نبود و سامورایی‌ها به کارهای دیگر مانند شغل دیوانی یا معلمی مشغول بودند. سامورایی‌ها در بیشتر قسمت‌ها زمین‌های خود را به کلی از دست داده بودند و در داخل یا نزدیک به قلعه ارباب خود زندگی می‌کردند. به سبب اینکه خاندان‌های اربابی مجبور بودند مدتی از سال را در ادو (توکیوی امروزی) همراه با خدمهٔ خود اقامت کنند، فراهم کردن پول برای سامورایی‌ها جهت خرج کردن در ادو مسئله‌ای بسیار مهم بود. آنان مجبور بودند پول نقد را از طریق فروش برنج‌های مقرری خود با کارگزاران برنج به دست بیاورند.
شوگون‌سالاری توکوگاوا عمداً یک نظم اجتماعی به نام چهار طبقه جدید (شین نو کوشو) ایجاد کرد که کشور را به ثبات می‌رساند. چهار طبقه جدید مبتنی بر ایده‌های کنفوسیوس‌گرایی بود که از چین به ژاپن گسترش یافت و براساس ثروت یا سرمایه تنظیم نشده بود. با استفاده از این سیستم، باقی ماندهٔ غیر اشرافی جامعه ژاپن متشکل از سامورایی‌ها (士 shi)، دهقانان کشاورزی (農 nō)، صنعتگران (工 kō) و بازرگانان (商 shō) بودند. سامورایی‌ها در رأس طبقات چهارگانه جامعه قرار می‌گرفتند زیرا آنها الگوی نظم و اخلاق والا را برای پیروی از دیگران ایجاد می‌کردند. در برخی موارد، یک سامورایی رده پایین وضعیت کمی بهتری از یک دهقان می‌توانست داشته باشد.
سامورایی‌ها (جنگجویان) در طبقه‌بندی نجیب‌زادگی در ژاپن در رتبه پنجم در سلسله مراتب طبقه‌بندی دولت توکوگاوا بودند. سامورایی‌ها حدود ۱۰٪ از جمعیت را تشکیل می‌دادند و به عنوان سرباز در استخدام ارباب در یک رابطه فئودالی ارباب و جنگجو فعالیت می‌کردند. طبقات دیگر از داشتن شمشیرهای بلند یا کاتانا منع شدند و حمل یک درازشمشیر و واکیزاشی (شمشیر کوتاه) نماد طبقه سامورایی شد. با این حال، خدمات آنها تقاضای محدودی داشت زیرا دوره ادو عمدتاً از تهدیدهای خارجی و درگیری‌های داخلی بری بود. در عوض، سامورایی‌ها مهارت‌های جنگی خود را بیشتر به عنوان یک نوع هنر حفظ کردند تا جهت جنگیدن. به سامورایی‌ها کمک هزینه‌ای از جانب اربابشان پرداخت می‌شد. علاوه بر این، سامورایی‌ها نمی‌توانستند زمین داشته باشند، که به آنها مستقل از وظیفه درآمد می‌داد. سامورایی‌ها به‌طور کلی در اطراف قلعه ژاپنی متعلق به دایمیویی که به او خدمت می‌کردند، زندگی می‌کردند.
طبقه‌بندی‌های اجتماعی در درون طبقه سامورایی‌ها نیز وجود داشت: سامورایی‌های سطح بالا مستقیم به دایمیوی خود دسترسی داشتند و می‌توانستند معتمدترین موقعیت‌های خود را داشته باشند، و برخی از آنها به سطحی از ثروت دست یافتند که به آنها اجازه می‌داد تا چندین ملازم سامورایی در خدمت خود داشته باشند. سامورایی‌های سطح میانی مواضع نظامی و دیوان‌سالاری را در اختیار داشتند و در صورت لزوم با دایمیوی خود ارتباط نیز برقرار می‌کردند. به سامورایی‌های سطح پایین به اندازه یک دستمزد کافی برای امرار معاش پرداخت می‌گردید و به عنوان نگهبان، پیام‌رسان و دفتریار کار می‌کردند. موقعیت‌های درون طبقه سامورایی عمدتاً ارثی بود و افراد با استعداد نمی‌توانستند بالاتر از چند مرحله اجتماعی فراتر از تولد خود قرار بگیرند.
سامورایی‌های سطح پایین، مشتاق پیشرفت و با درک جدیدی از هدف ملی در برابر تجاوز قدرت‌های غربی در اواسط قرن نوزدهم در دوره باکوماتسو، در جنبش علیه رژیم توکوگاوا شرکت کردند که منجر به اصلاحات میجی در سال ۱۸۶۸ شد.

### دوره میجی

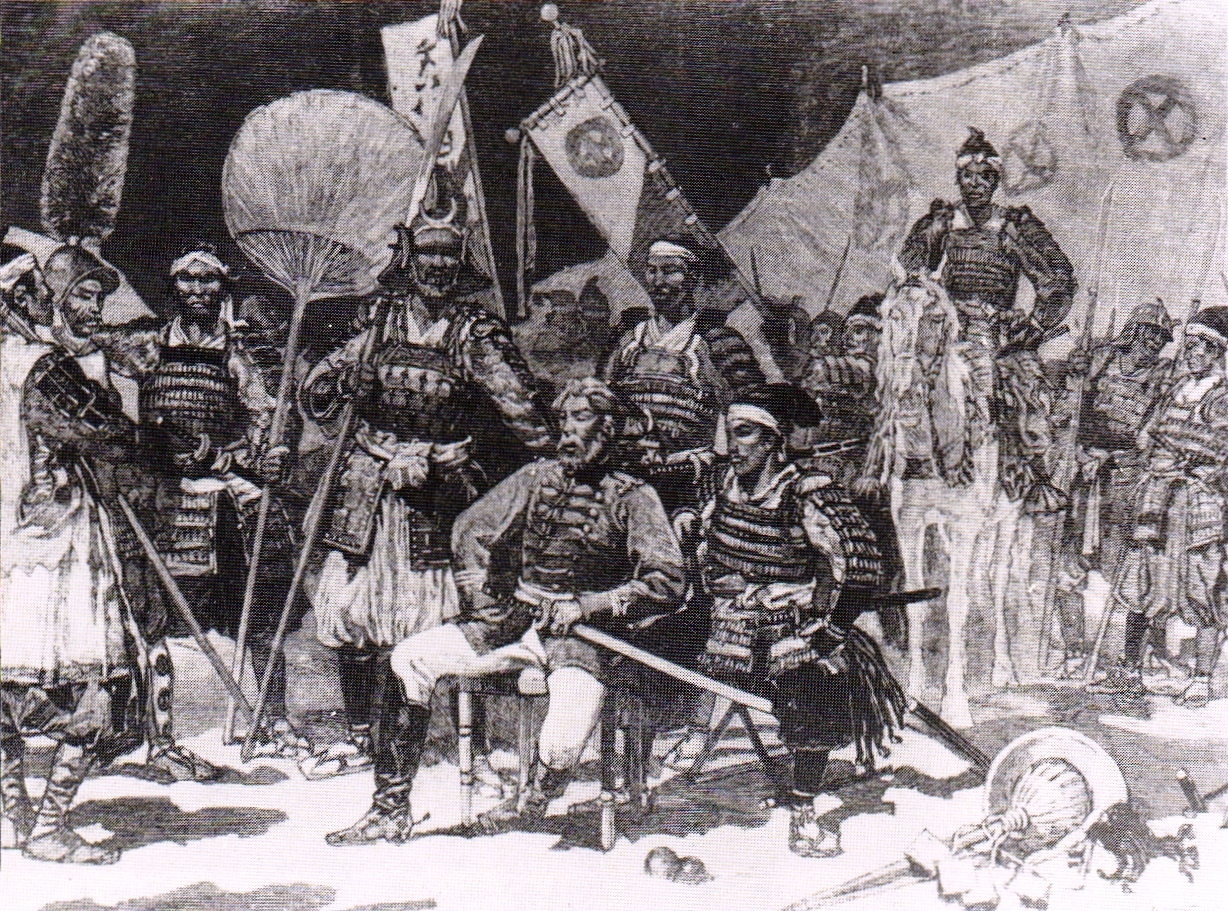
سایگو تاکاموری در خلال شورش ساتسوما ۱۸۷۷ (در حالت نشسته و در یونیفرم غربی)، درحالی‌که افسرانش در آرایش سامورایی گرد او جمع شده‌اند. مقالهٔ خبری در له موند ایلستره، ۱۸۷۷).

در دورهٔ امپراتور مِیجی در اواسط قرن نوزدهم و هم‌زمان با آغاز عصر تجدد در ژاپن، جایگاه رسمی سامورایی‌ها تضعیف شد.
در سوگندنامه امپراتور میجی در ماده چهارم در مورد لغو رسوم ناپسند گذشته و در ماده دوم در مورد ایجاد وحدت و از بین رفتن طبقات اجتماعی سخن رفته بود. اقداماتی که در مورد اجرای چنین موادی به مورد اجرا درآمد عبارت بودند از:
1. الغای فئودالیسم در سال ۱۸۷۱ که در نتیجه آن بسیاری از زمین‌های فئودال‌ها در اختیار دولت قرار گرفت.
2. تشکیل نیروی دریایی و و زمینی و به اجرا گذاشتن قانون نظام وظیفهٔ عمومی در سال ۱۸۷۲ میلادی. با این قانون تمام افراد توانایی به دست آوردن مهارت جنگ‌آوری را به دست آوردند و جنگ آوری از انحصار طبقه سامورایی خارج شد.
3. تحریم حمل شمشیر و قطع مستمری سامورایی‌ها. تا قبل از این قانون سامورایی‌ها مجاز به حمل دو شمشیر بودند و این امتیاز اعتبار و آبروی اجتماعی ایشان محسوب می‌شد.

تصویب چنین قوانینی اعتبار سامورایی‌ها و تأمین معاش آنان را خدشه‌دار کرد.
طبقه سامورایی وقتی فئودالیسم رسماً در سال ۱۸۷۱ منسوخ شد، موقعیت ممتاز خود را از دست داد. در سال ۱۸۷۳ یاماگاتا آریتومو، وزیر جنگ ژاپن، قانون انقلابی خدمت وظیفهٔ عمومی را وضع نمود که نابودی قطعی سپاهی‌گری سامورایی به شیوهٔ سنتی و باستانی را سبب شد. سامورایی‌های سابق ناراضی چندین بار در دهه ۱۸۷۰ در شورش قیام کردند، اما این شورش‌ها به سرعت توسط ارتش ملی تازه تأسیس سرکوب شد.

## فلسفه

بوشیدو تلفیقی از اصول و مبانی سه دین شینتو، آیین بودایی و کنفسیوس‌گرایی است.

سامورایی‌ها نسبت به دوستان و اربابان خود سوگند وفاداری ادا می‌کردند. آنان همچنین از نظام ویژه‌ای به نام بوشیدو یا «طریقت جنگجو/رزمنده» پیروی می‌کردند. این نظام دارای انضباط شخصی، مهارت، شجاعت، اطاعت، احترام و ایثار بود. بسیاری از سامورایی‌ها نیز از تعالیم ذن بودیسم استفاده می‌کردند.

### بوشیدو
بوشیدو (به ژاپنی: 武士道 Bushido) یا «راه سلحشور» به معیارهای اخلاقی و ارزش‌های طبقهٔ سامورایی اشاره دارد. با مفهوم جوانمردی در شوالیه‌گری اروپا کاملاً مشابه است. چندین نوع بوشیدو وجود دارد که به‌طور قابل توجهی در طول تاریخ ژاپن تکامل یافته‌اند. اشکال معاصر بوشیدو هنوز در سازمان اجتماعی و اقتصادی ژاپن مورد استفاده قرار می‌گیرد. بوشیدو بهتر است به عنوان اصطلاحی کلی برای همه رمزها، اعمال، فلسفه‌ها و اصول در فرهنگ سامورایی استفاده شود.
بوشیدو تلفیقی از اصول و مبانی سه دین شینتو، بودیسم و کنفوسیانیسم است. به‌طورکلی می‌شود گفت که این آیین:
- وفاداری را از دین شینتو (که در آن وفاداری به امپراتور به عنوان شخصیتی الوهی و ملی ضروری است)
- مطیع بودن را از کنفوسیانیزم (که در آن اطاعت فرودست از فرادست و احترام به استاد و پیشکسوت ضروری است)
- خویشتن‌داری را از بودیسم (که در آن تسلط بر حواس، اندیشه و نفس و عدم وابستگی به دنیای فانی و گذرا ضروری است)

وام گرفته‌است.

## فضیلت‌ها

فضیلت‌های هفت‌گانه در بوشیدو

اصول بوشیدو در طی تاریخ به صورت مکتوب نبوده و سینه به سینه و نسل به نسل منتقل شده‌است. برخی از محققان آیین بوشیدو را در ۷ صفت خلاصه کرده‌اند:
1. وفاداری: دلاور نسبت به فرادست خود، به ویژه امپراتور وفادار است.
2. حق‌شناسی: دلاور نسبت به وطن خود و امپراتور حق‌شناس است.
3. رشادت: دلاور در راه وطن و خدمت به امپراتور از جان خود نیز دریغ نمی‌کند.
4. عدالت: دلاور در انجام وظیفه عادلانه رفتار می‌کند.
5. صداقت: دلاور از بیم اذیت و آزار دروغ نمی‌گوید.
6. ادب: دلاور در هر حالی حتی نسبت به دشمن خود مؤدب است.
7. شرافت، افتخار، آبرومندی: دلاور یا باید شرافتمندانه بجنگد و پیروز شود یا جوانمردانه خود را بکشد.

همچنین:
- متانت: دلاور حتی در حالت هیجان روحی، متانت خود را از دست نمی‌دهد و عواطف خود را ظاهر نمی‌سازد.

یکی از مهم‌ترین اصول بوشیدو و رعایت ویژگی آبرومندی است. به این ترتیب که یک جنگاور و دلاور همیشه باید بکوشد که شرافتمندانه زندگی کند و در مبارزات برای پیروزی مردانه بجنگد و در شکست نیز آماده خودکشی باشد. حتی این نوع اقدام در تاریخ معاصر ژاپن نیز مشاهده می‌شود.
پس از دوره ادو مربیان و متفکران مسیحی مانند نیتوبه اینازو (۱ سپتامبر ۱۸۶۲–۱۵ اکتبر ۱۹۳۳) تأثیر بسیاری بر ادبیات و تفکر بر جای گذاشتند و باعث ایجاد شکاف در بوشیدو و وارد شدن افکار غیر ژاپنی در این آیین شدند.

### هاگاکوره
هاگاکوره (پوشیده با برگ‌ها) اثر یاماموتو تسونه‌تومو یک سامورایی و ملازم خاندان نابه‌شیما، از مدون‌ترین کتاب‌های نوشته شده دربارهٔ اصول و ظرافت‌های بوشیدو است و طی سیصد سال اخیر به نوعی آیین‌نامهٔ سلحشوران ژاپن محسوب شده به‌طوری‌که به نوعی راه و رسم سامورایی‌ها را در دوران‌های جنگ و صلح مشخص ساخته‌است. در اینجا به چند مورد آن اشاره می‌شود:
1. طریقت سامورایی مرگ است – آن‌جا که میان مردن و زنده‌ماندن دودل باشی، بی‌درنگ مرگ را برگزین!
2. حرف زدن برای آن نیست که وجود خویش را به دیگران نشان دهیم. مردم وجود تو را در نحوهٔ برخورد تو با مسائل روزمره خواهند شناخت.
3. مردم باهوش به میل خود هر چیزی را که بخواهند درست یا غلط جلوه می‌دهند و سعی می‌کنند زیرکانه، با دلیل و برهان به هر چیزی که می‌خواهند برسند. آسیب عقل همین است. اگر حقیقت را فراموش کنی هیچ کار تو تأثیر نخواهد داشت.
4. امروزه مردانی که بتوان الگوی خود قرار داد وجود ندارند. از این رو بهتر است انسان برای خویش الگویی در ذهن بسازد و از او بیاموزد. برای این کار، انسان باید به اطرافیان خود بنگرد و از هر شخص بهترین صفت او را برگزیند. به عنوان مثال، از یک نفر ادب او، از دیگری شجاعتش، از فردی دیگر شیوهٔ مناسب سخن گفتن، و از فردی دیگر ثبات نظر او را برگزیند. بدین سان آن الگو در اندیشه‌اش ساخته خواهد شد.
5. مردی که یک بار اشتباهی مرتکب می‌شود به خاطر پشیمانی خویش صبورتر و کارآمدتر از پیش خواهد بود. مردی که هیچ‌گاه اشتباهی مرتکب نشده باشد شایستهٔ اعتماد نیست.
6. آراسته بودن شیوهٔ زندگی سامورایی است.
7. در یاران شوربرانگیز! – سامورایی راستین هرگز نباید که پژمرده دل و افسرده جان بنماید.
8. هر کس لحظهٔ حال را از کف دهد چنان به جستجوی آن خواهد گشت که گویی لحظهٔ حال در جای دیگری است.
9. انسان نباید در جبران و اصلاح اشتباه خود تردید به خرج دهد. اگر انسان بی هیچ تأخیری اشتباه خود را اصلاح کند، اشتباهش خیلی زود از یادها می‌رود. اما وقتی سعی کند اشتباه خود را بپوشاند، اشتباهش خیلی دردناک‌تر و ناپسندیده‌تر به نظر خواهد رسید. هیچ‌کس کامل نیست.
10. افراد حسابگر فرومایه‌اند. چرا که سنجش مادی مسائل و حسابگری با سود و زیان سروکار دارد و فکر سود و زیان هیچ‌گاه تمامی ندارد. حسابگر مرگ را زیان و زندگی را سود می‌شمارد. از این رو چنین انسانی دوست ندارد بمیرد و چنین است که فرومایه می‌شود.
11. انسان باید در میان هفت نفس تصمیم بگیرد. درنگ بسیار در تصمیم‌گیری ارادهٔ تو را تباه می‌سازد. سامورایی کسی است که کارها را سریع انجام می‌دهد. ذهنی آشفته که این دست آن دست می‌کند هرگز نمی‌تواند به تصمیمی قاطع و روشن برسد.
12. درستکاری برتر از عقل است.
13. در کار، جان و دل بگذار.
14. فروتنان محبوبند.
15. زبان را نگاه‌دار.
16. زیردستان را آفرین کن.
17. سخن‌پذیر باش.
18. مرد تک‌فن به کار نیاید.
19. پیش از سخن گفتن، شنونده را بیازمای.
20. هیچ کار را کوچک مگیر.
21. در کارهای بزرگ از چیزهای کوچک بگذر.[۱۱]

## خودکشی جوانمردانه سامورایی‌ها
یکی از اصول سامورایی‌ها، اعتقاد به خودکشی جوانمردانه است که، در ژاپن به «هاراکیری» یا «سپّوکو» معروف است. خودکشی جوانمردانه، ریشه در اعتقادات عمیق سامورایی‌ها دارد، که آنها به مرگ باعزت و شرافت از آن یاد می‌کنند. به‌صورتی که در هنگام شکست و در خطر افتادن جانشان، ترجیح می‌دهند که با خودکشی زیر بار ذلتِ دستگیری، زندانی‌شدن و اسارت نروند.
به همین دلیل یک سامورایی واقعی همیشه دو قطعه شمشیر به همراه خود دارد: یکی بلند برای جنگیدن و کشتن، و دیگری کوتاه (خنجر) برای خودکشی به هنگام شکست و ننگ. خودکشی مردانه به هنگام شکست و ذلت اصطلاحاً هاراکیری نامیده می‌شود. در هاراکیری شخص آداب نیایش به جا آورده و به حالت تمرکز نشسته و با خونسردی شکم خود را با خنجری به نام «تانتو» از چپ به راست می‌درد. هاراکیری آن چنان در فرهنگ و سنت ژاپنی اثرگذار بوده، که در طی تاریخ بارها افراد عام و خاص اقدام به این عمل نموده‌اند.